# Gayant (folklore)
Pour l’article ayant un titre homophone, voir Gailland.
Gayant est le géant porté qui symbolise la ville de Douai (France - département du Nord). Entouré de sa femme, Marie Cagenon, et de leurs trois enfants, Jacquot, Fillon et Binbin, il est porté en défilé à travers la ville chaque année pendant trois jours à l'occasion des fêtes de Gayant, début juillet. Le Grand Cortège du dimanche après-midi est le point culminant de ces journées, après l'arrivée, le matin, de la famille Gayant au grand complet dans la cour de l'Hôtel de Ville de Douai, au pied du beffroi.
Gayant est inscrit au patrimoine culturel immatériel de l'humanité comme membre de « Géants et dragons processionnels de Belgique et de France ». L'Unesco précise que les processions traditionnelles d'effigies de géants, d'animaux ou de dragons recouvrent un ensemble original de manifestations festives et de représentations rituelles. Apparues à la fin du XIVe siècle dans les processions religieuses de nombreuses villes européennes, ces effigies ont conservé un sens identitaire pour certaines villes de Belgique (Ath, Bruxelles, Termonde, Malines et Mons) et de France (Cassel, Douai, Pézenas et Tarascon) où elles restent des traditions vivantes.
Cette pratique a été reconnue par l'Unesco en 2015, après inscription à l'Inventaire du patrimoine culturel immatériel en France, par le Ministère de la Culture en 2014.

## Famille Gayant

### Données notables
| Donnée              | Gayant     | Marie Cagenon | Jacquot   | Fillon    | Binbin    |
| ------------------- | ---------- | ------------- | --------- | --------- | --------- |
| Première apparition | 1530       | 1531          | 1675      | 1687      | 1715      |
| Forme actuelle      | 1954       | 1954          | 1947      | 1947      | 1947      |
| Taille (en mètre)   | 8,51 m     | 6,26 m        | 3,40 m    | 3,15 m    | 2,42 m    |
| Poids (en Kilos)    | 375 kg     | 250 kg        | 80 kg     | 70 kg     | 45 kg     |
| Déplacement         | 6 porteurs | 6 porteurs    | 1 porteur | 1 porteur | 1 porteur |

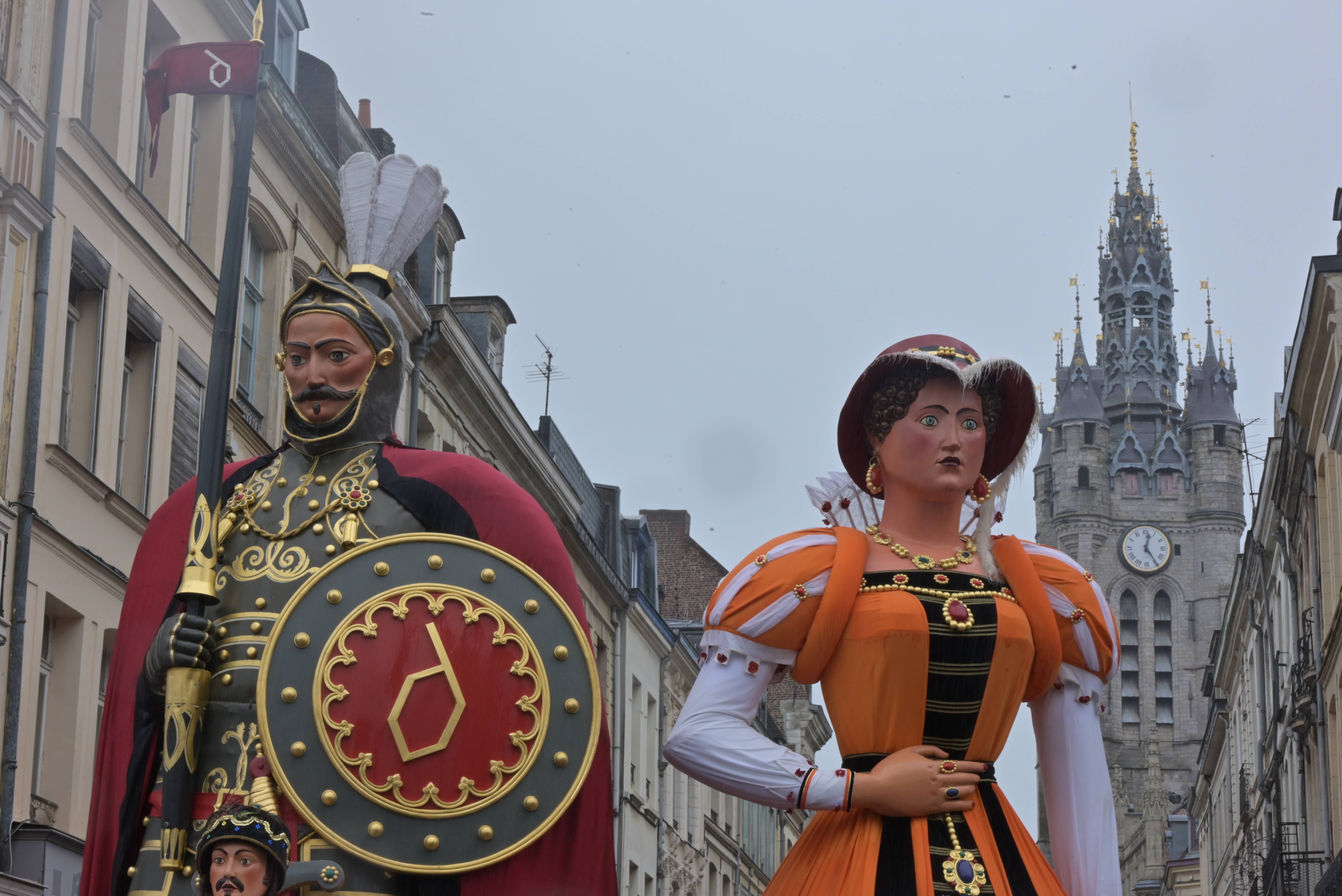
Gayant et Marie Cagenon, les deux géants de Douai., avec le beffroi en arrière plan.

La famille de géants actuelle est le résultat d'une succession de constructions-reconstructions (N), de restaurations (R) et de disparitions (D) successives. Les dates des premières représentations étaient indépendantes les unes des autres, les dates principales sont :
- Pour Gayant : 1530 (N), 1690 (R), 1692 (N), 1700[note 2] (R), 1703 (N), 1712 (N), 1716 (R), 1719 (R), 1723 (R), 1724 (R), 1734 (R), 1741 (R), 1779[note 2], 1785 (N), 1792 (D), 1801 (N), 1809 (R), 1823 (N)
- Pour Marie-Cagenon : 1531 (N), 1712 (R), 1714 (N), 1719 (R), 1792 (D), 1801 (N), 1823 (N)
- Pour Jacquot : 1675 (N), 1719 (R), 1724 (R), 1741 (R), 1780 (R), 1792 (D), 1801 (N), 1809 (R), 1827 (N)
- Pour Fillon : 1678 (N), 1724 (R), 1741 (R), 1782 (R), 1792 (D), 1801 (N), 1809 (R), 1827 (N)
- Pour Binbin : 1715 (N), 1719 (R), 1724 (R), 1741 (R), 1780 (R), 1792 (D), 1801 (N), 1809 (R), 1827 (N)

Depuis 1827, les opérations de restaurations ou reconstructions de l'ensemble de la famille sont coordonnées, les principales dates sont 1859, 1867, 1874, 1881, 1885, 1892, 1912, 1922, 1947 et 1954. Depuis leur retour d'après-guerre, chaque année, les mannequins d'osier sont démontés afin d'être nettoyés et restaurés pour éviter des retouches lourdes.

### Gayant
Contrairement à d'autres villes, Douai n'a pas donné de nom à son géant, l'appelant simplement « gayant », c’est-à-dire géant en picard, langue en vigueur à Douai à l'époque. Cette absence de nom pose la question de sa représentation.

#### Les différentes versions
Jean Gelon
Selon la légende locale, à la fin du IXe siècle, les habitants de la ville, située au bord de la rivière la Scarpe, étaient inquiets des attaques barbares et vinrent demander au sire de Cantin, Jehan Gelon, de venir les aider si la ville était attaquée. L'homme, connu pour sa force herculéenne et sa bonté, accepta, leur conseilla de se réfugier dans la tour et de l'attendre en cas d'attaque. Lorsque la ville fut assiégée par les Normands, Jehan Gelon, accompagné de ses trois fils, arriva miraculeusement dans la ville (il avoue plus tard aux Douaisiens qu'un tunnel reliait la tour à son château), et entreprit la contre-attaque. Son courage et sa détermination mirent en déroute les assaillants qui, en partant, détruisirent son château et y massacrèrent les femmes. Jehan et ses fils décidèrent d'aller guerroyer au loin pour tenter d'oublier la perte de leurs compagnes. Il mourut selon la légende près de Bavay. Mais les Douaisiens en souvenir de ses actes firent d'un géant le symbole de la ville.
De nombreux historiens rejettent la légende de Jean Gelon et préfèrent y voir un hommage de la ville à Saint Maurand. Il existe deux histoires appuyant cette hypothèse qui ont pour point commun l'apparition de Saint Maurand en songe afin d'empêcher la prise de la ville par les Français. La plus couramment admise est la suivante : « En 1479, les Français menaçaient la ville de Douai alors bourguignonne. Au petit matin du 16 juin 1479, jour de la Saint Maurand, les troupes françaises essayèrent de pénétrer dans la ville par la Porte d'Arras, le portier donna l'alarme et sauva ainsi la ville. Le portier déclara que le saint homme l'avait prévenu en rêve ; les reliques du saint entreposées à la Collégiale Saint-Amé furent alors promenées dans la ville. »
Le Géant, son frère Maloré et Morant
Autre version, un épisode de La Belle Hélène de Constantinople, une célèbre chanson de geste du XIVe siècle au succès populaire prolongé, se passe entre Douai et Cantin. Morant aidé d'une armée assiège sans effet la tour du Géant, un vassal félon et païen situé à Douai. Cette tour est reliée par un souterrain à Cantin, où siège le géant Maloré, frère du géant de Douai. Morant décide de prendre la tour de Cantin, plus vulnérable que la forteresse du Géant. Ce dernier se précipite à Cantin pour aider son frère. Mais Morant prend les murailles, tue le Géant et libère Douai et Cantin des païens.
Jean Wauquelin (1452†) mit cette chanson de geste en prose pour le duc de Bourgogne Philippe le Bon en 1448.
Le chevalier de Lumière
La troisième histoire se déroule alors que la procession du géant est déjà installée, l'identification au Saint serait postérieure au géant : « En 1556, Saint Maurand apparut en songe au gardien de l'église de Saint-Amé et lui ordonna de sonner les matines. Les habitants réveillés en sursaut s'armèrent et allèrent aux remparts où ils virent un « chevalier de Lumière » lutter seul contre les troupes de Gaspard de Coligny qui assiégeaient la ville. Cette apparition du chevalier de lumière fut reconnue comme celle de Saint Maurand et depuis « le gigantesque mannequin d'osier prit alors la forme et les traits du chevalier de Lumière. »
L'enfant sauvage
Au XIXe siècle, plusieurs récits sous forme de contes ou de pièces de théâtre prennent Gayant comme personnage et réinventent son histoire. « L'intrépide Gayant », un des « Contes du roi Cambrinus » écrit par Charles Deulin reste le plus connu de nos jours : le géant de Douai devient un enfant sauvage élevé par une ourse qui le prend pour l'un des siens en raison de sa carrure et de sa force proche de celle des ours. Un bûcheron le recueille, l’élève et l'enfant devenu adulte accomplit de nombreux exploits grâce à sa taille, sa force et son intelligence.

### Descriptions connues
Le géant n'a la forme actuelle que depuis sa réapparition de 1954. La description la plus lointaine date de 1530 et décrit le personnage comme faisant vingt-deux pieds de haut, portant le costume de l'homme de guerre féodal (casque, lance et bouclier, armure ; ses mains sont gantées). Le mannequin a été créé par la corporation des manneliers. Jusqu'en 1598, un seul porteur suffit alors qu'en 1665, il fallait déjà cinq porteurs pour le mannequin d'osier. L'apparence du géant n'est plus la même, il a ôté son casque et porte une perruque, sa lance est remplacée par un marteau d'armes. En 1700 apparaît pour la première fois le sabre le long du corps. En 1703, lors de la construction du nouveau Gayant, le peintre Martin Saint Léger est chargé de réaliser les couleurs propres à chaque géant. Après avoir eu la tête nue puis avoir été recasqué, le mannequin porte de 1724 à 1741 un bonnet en fourrure de lapin. Absent de 1792 à 1801, son retour est marqué par la volonté d'habiller Gayant à la mode vestimentaire de l'époque (Consulat). En 1823, le style féodal est de retour, le peintre Wallet dessine des vêtements correspondant à l'époque François Ier. Depuis lors, ce sont les croquis de Wallet qui servent de modèle pour toutes les rénovations, seul en 1827 fut ajouté un manteau de coton de couleur aurore et une banderole en serge écarlate à la partie supérieure de la lance. En 2014 Gayant mesure 8,50 m et pèse 370 kg. Il est toujours constitué d'une armature en osier portant des vêtements et sous laquelle se cachent les porteurs qui le font avancer.

### Famille
Contrairement à Gayant, leurs apparitions ne s'attachent à aucune vérité historique ou légende, leurs nombres ou leurs noms ont été longtemps variables.

#### Marie Cagenon
En 1564 (probablement dès 1531), le magistrat donne une femme, vêtue en châtelaine du Moyen Âge, construite probablement par la corporation des fruitiers. De 1593 à 1598, un seul porteur suffit. En 1665, plusieurs porteurs sont nécessaires ce qui traduit l'évolution du personnage. En 1734, la « Dame géant » est vêtue d'une robe bleue, verte, rouge et jaune et devient officiellement Madame Gayant. L'ajout de Cagenon à son prénom est une réponse des Douaisiens à la disparition d'un des personnages du cortège nommé Caginon qui fut présent de 1687 à 1717. Les costumes se succèdent mais à partir de 1782 apparaît un chapeau en linon qu'elle ne quittera plus. Absente également de 1792 à 1801, elle connaît comme son époux des vêtements changeants avec la mode jusqu'en 1823. Depuis la seule modification à son aspect est qu'une toque en velours remplace le chapeau et l'éventail qu'elle porte à la main gauche prend sa forme finale à sept plumes de laine blanches et six rouges.

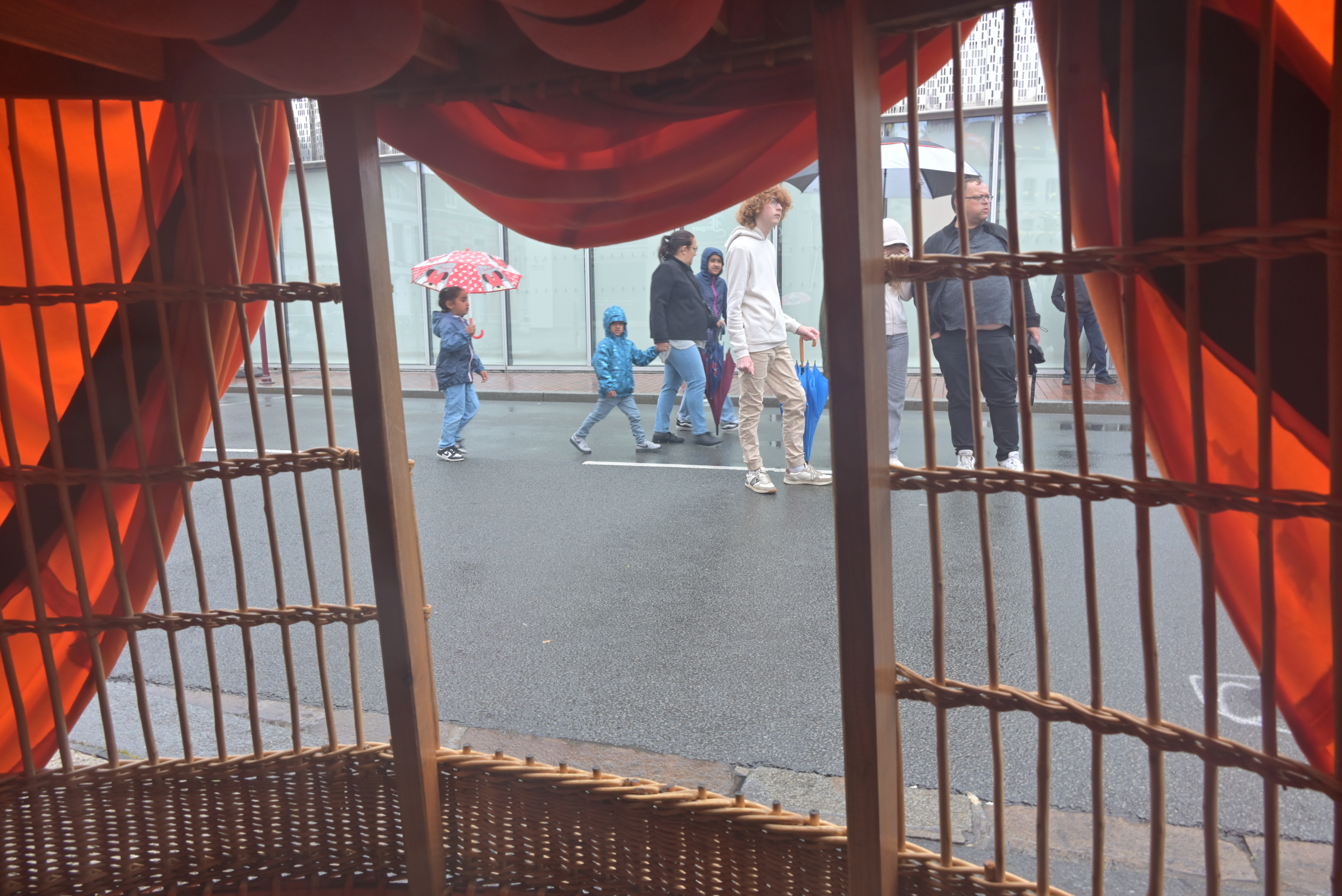
Trappe d'entrée de la géante Marie Cagenon à Douai.

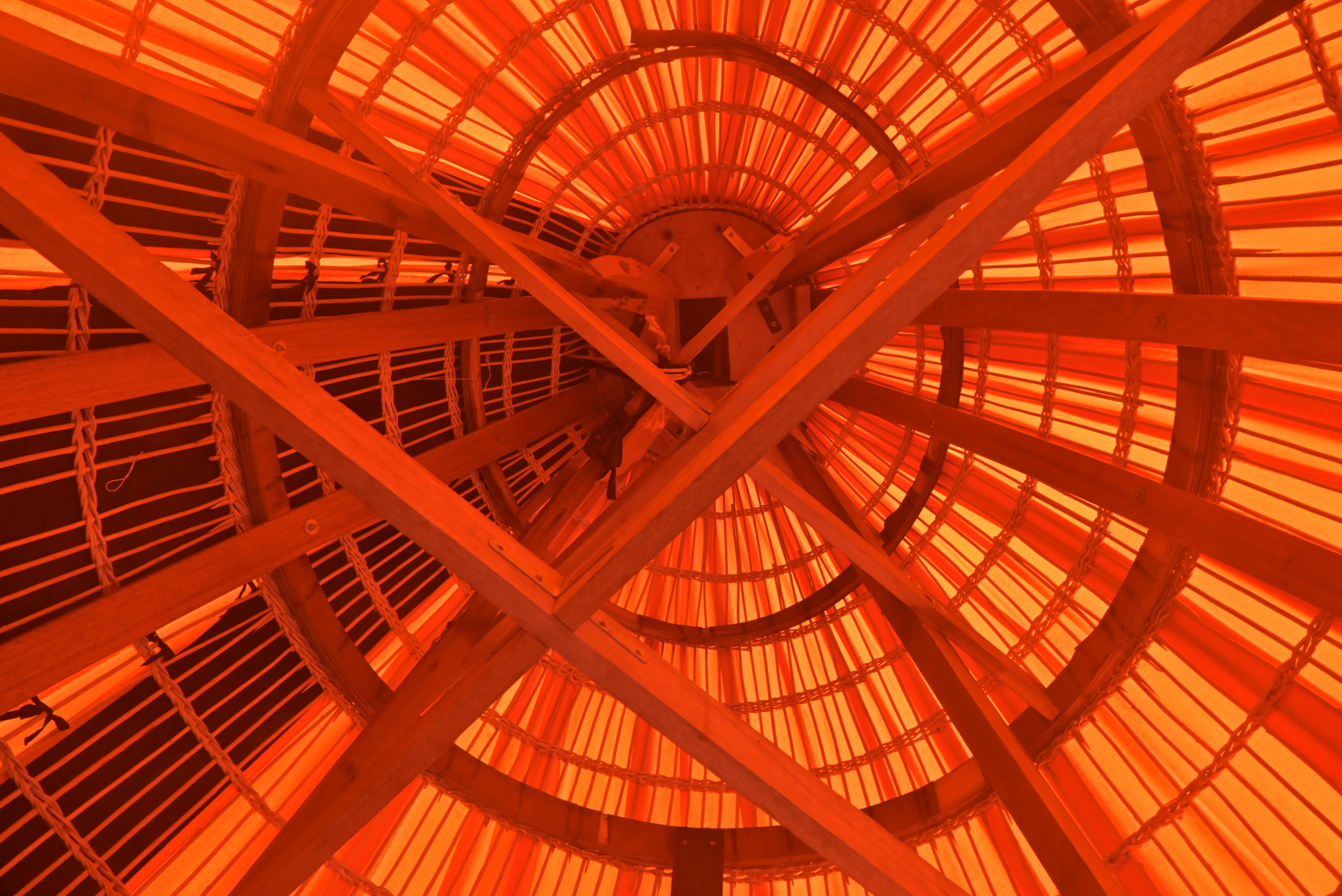
Intérieur de la géante Marie Cagenon à Douai (vue vers le haut).

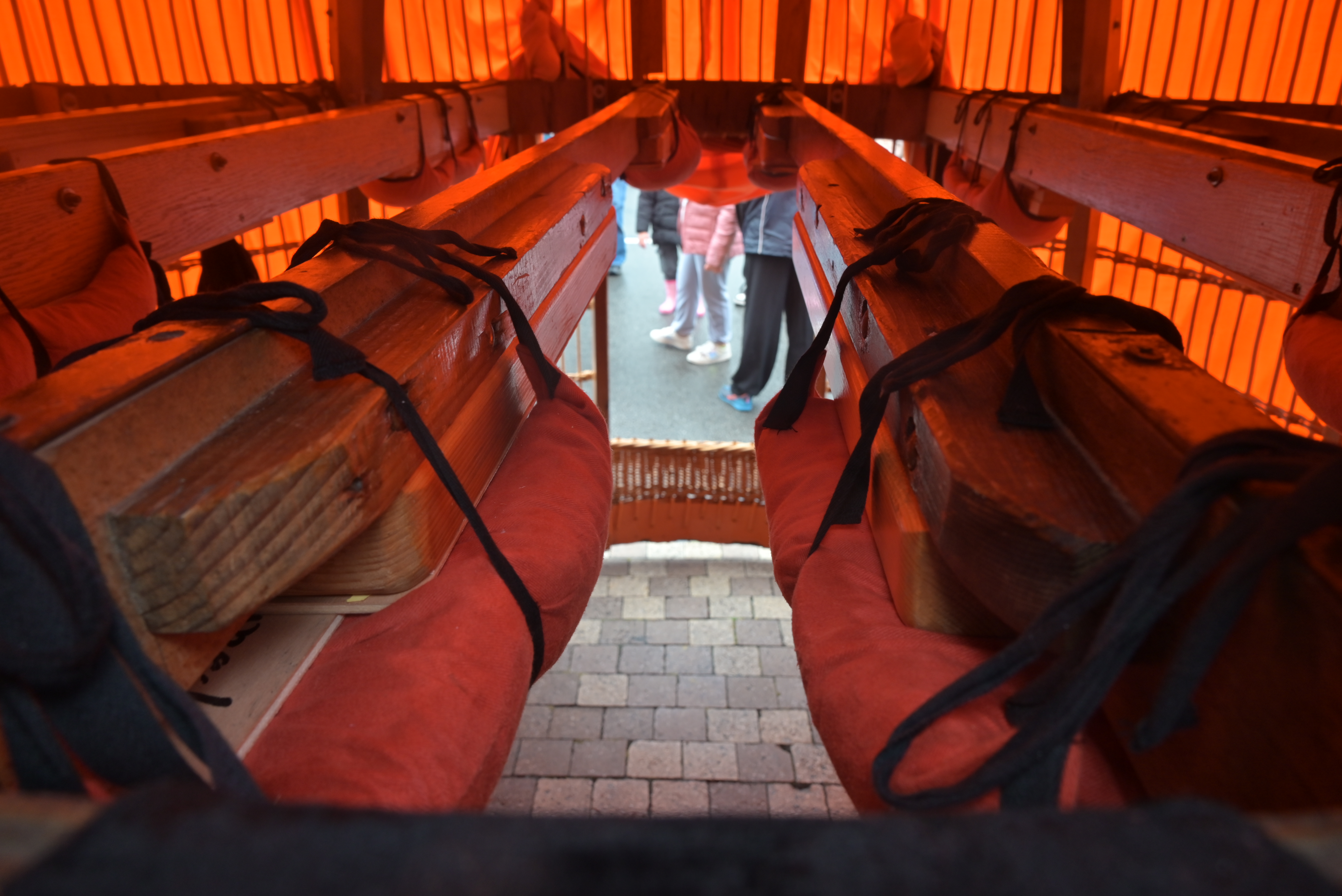
Intérieur de la géante Marie Cagenon à Douai (barres de portage).

#### Enfants
De 1675 à 1687 apparurent différents enfants sans que l'on sache réellement à quels personnages actuels les rattacher. Mais c'est durant le XVIIIe siècle que le nombre d'enfants varia le plus, de un à cinq, avant de se stabiliser depuis 1781 à deux garçons et une fille : Jacquot, Fillon et Binbin. Comme leurs parents, leur apparence définitive est établie par Wallet en 1827 (soit quatre ans après le couple de parents), également dans un style François Ier.
- Jacquot : La première apparition sur les factures de la ville d'un enfant géant date de 1675, il est porté par un seul porteur mais on ignore s'il s'agit d'un garçon ou d'une fille. Les historiens locaux conviennent qu'il s'agit vraisemblablement de Jacquot (originellement orthographié Jacot) considéré comme l'ainé de la famille. Le nom de Jacquot n'apparaît qu'en 1784. Jacquot a l'aspect d'un jeune chevalier portant une toque de velours et un manteau de drap rouge qui recouvre son bras droit, permettant ainsi de cacher le fait que pour limiter le poids, il n'y a pas de bras droit.
- Fillon : En 1687, un enfant fille apparait dans les factures même si sa présence est intermittente jusqu'en 1719. La tradition veut que ce soit l'arrivée de Fillon. Le nom de Fillon apparaît après le baptême de son frère en 1785. Fillon porte une robe de couleur bleue et une toque en plume.
- Binbin : La présence d'un bébé géant est signalé pour la première fois en 1715, il s'agirait de Binbin. Son nom arrive tardivement en raison de l'existence depuis 1777 du surnom de « Ch'Tiot Tourni ». Binbin porte une robe blanche et un bonnet, il tient un hochet dans sa main droite et un moulin à vent dans la main gauche. Quant à son regard, la coutume dit qu'« un œil regarde la Picardie, l'autre la Champagne » (en fait ce n'est pas possible, car il est atteint de strabisme). Personnage populaire en raison de coutumes qui lui sont liées comme le baiser à Binbin[11], c'est le seul mannequin à posséder quatre tenues et à être changé durant les trois jours de fête.

## Air de Gayant

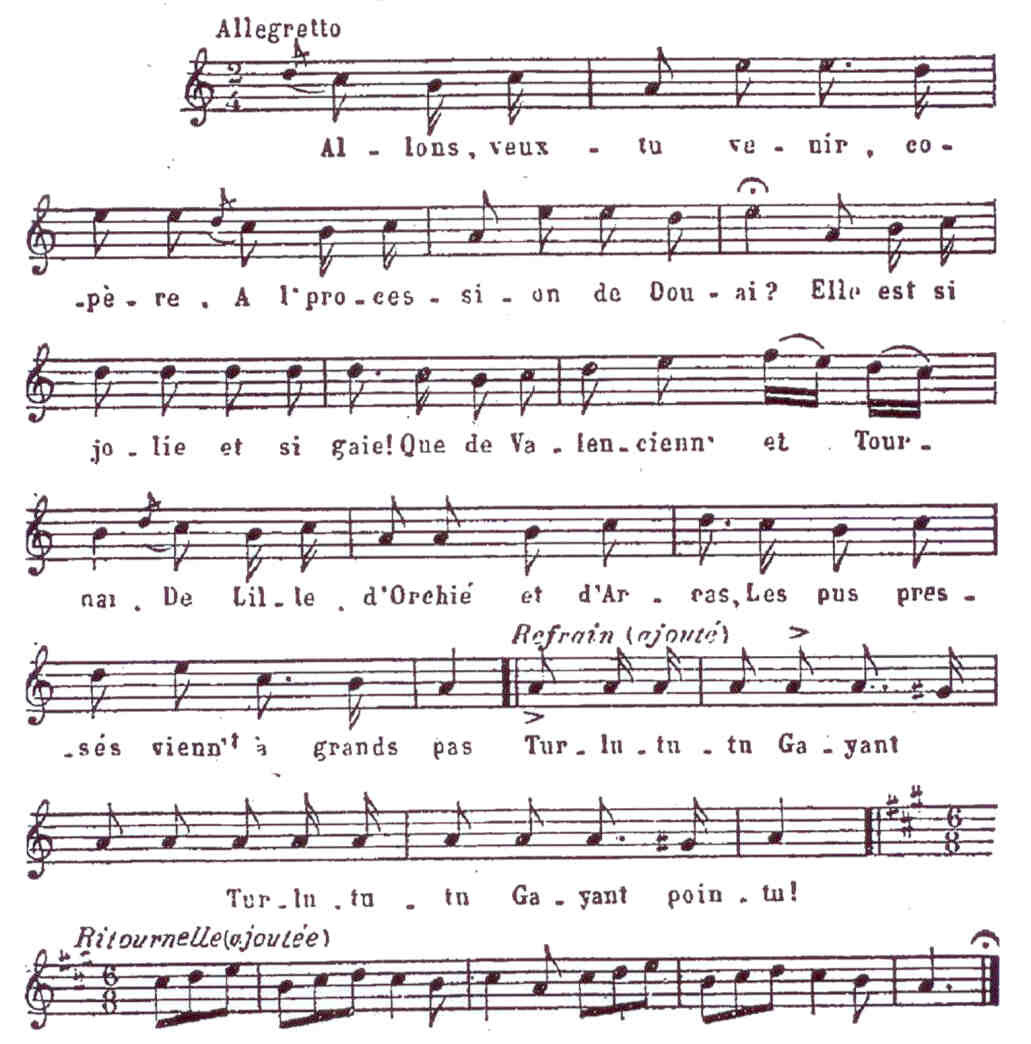
Air de Gayant.

L'air de Gayant, qu'un sieur Lajoie, grenadier et maître de danse au régiment de Navarre a composé, dit-on, en 1775, n'avait pas, primitivement, de refrain, et se composait de douze mesures (six vers). En 1801, on y ajouta dans le même mode et la même mesure (2/4), un refrain maintenant fort connu, sur ces paroles :
Turlututu Gayant........
Turlututu Gayant pointu.
Puis, postérieurement, on y introduisit une ritournelle en majeur et à 6/8, que l'on trouve dans la plupart des morceaux arrangés sur ce thème pour piano, harmonie ou fanfare.

## Fêtes de Gayant
« Faire Gayant » est une tradition pour les Douaisiens, cependant entre la première procession et l'actuelle, presque tout a évolué à travers l'histoire, que ce soit la date, la durée, les organisateurs, le motif de la fête et son déroulement.

### Fête religieuse sans géants (1480–1530)
À la suite de la victoire contre les Français le 16 juin 1479, succès attribué à l'aide de Saint Maurand patron de Douai, une procession est organisée le 24 juin pour rendre grâce à Dieu et au saint homme dont les reliques exposées à l'église Saint-Amé sont promenées dans la ville. Le conseil échevinal, l'année suivante, décide que désormais une procession en l'honneur du saint patron de la ville sera organisée conjointement chaque 6 juin par la collégiale Saint-Pierre et la Collégiale Saint-Amé. Le 5 août 1529, la signature de la paix des Dames à Cambrai est accueillie favorablement par la ville qui a souffert des conflits.
Pour célébrer la paix, les échevins décident de faire de la procession de 1530 la plus importante qui soit. C'est dans ce contexte que les différentes corporations de la ville (34 au total) sont chargées de constituer des représentations de scène bibliques, mythologiques ou allégoriques qui puissent accompagner la procession religieuse. La corporation des manneliers qui défilait en avant-dernière position créa un géant d'osier, la ville apprécia et leur alloua huit livres pour entretenir le personnage. Gayant était né. L'année suivante, en 1531, la corporation des fruitiers qui défilait après celle des manneliers présenta une géante, qu'on appellerait plus tard Mme Gayant ou Marie Cagenon, mais qui elle non plus ne fut pas dotée de nom.

### Élément facultatif des réjouissances (1530–1665)
À la suite du succès des processions de 1530 et 1531, les échevins en accord avec les deux collégiales décidérent que la procession aurait lieu dorénavant le premier dimanche qui suit le 16 juin afin d'amener le plus de visiteurs possibles. Cet accord fut reconduit d'année en année jusqu'en 1771. Durant cette période, le rôle des géants est plutôt secondaire : la procession démarre soit de la Collégiale Saint-Amé ou de celle de Saint-Pierre (alternativement selon l'année) par le transport des reliques détenues par les chanoines du chapitre correspondant (les reliques de Saint Maurand appartiennent à celle de Saint-Amé), viennent ensuite les ordres mendiants (franciscains, dominicains), les confréries et leurs tableaux symboliques (dont les géants), les fonctionnaires de la ville et le corps échevinal ferment la procession. Cependant les guerres amènent certaines années à limiter la procession au seul caractère religieux, excluant les représentations des corporations. Ce fut le cas de 1552 à 1564, son retour au milieu des allégories en 1565 fut temporaire. Les troubles religieux et politiques ramènent de nouveau la procession à son seul aspect religieux de 1566 à 1593. En 1598, en l'honneur de la paix de Vervins le couple réapparaît accompagné de plusieurs tableaux. Pourtant de 1617 à 1664, les mannequins sont absents des défilés des allégories.

### Famille et influence croissante (1665–1770)
1665 signe le retour du couple et en 1678 un enfant apparaît bientôt suivi d'autres. Les dépenses liées aux mannequins augmentent parallèlement à leur popularité, si bien qu'en 1699, l'évêque d'Arras demande au conseil échevinal d'éliminer de la procession ces divertissements profanes. Le conseil échevinal applique la décision en 1699 mais dès l'année suivante, l'ensemble des représentations réapparaît, ce qui provoque la colère de l'évêque. En 1701, la ville accepte de retirer certaines représentations (dont st Michel et son diable) mais maintient les géants. Seul le siège de la ville durant la guerre de Succession d'Espagne en 1710, provoque l'annulation du cortège des géants. En 1712, malgré l'occupation, les géants ressortent et à partir de 1713 avec le retour de Douai à la France, l'essor des mannequins reprend et en 1715 la composition de la famille se stabilise à cinq membres. Chaque année jusqu'en 1769, la famille Gayant ferme la marche de la procession.

### Années difficiles (1770–1801)

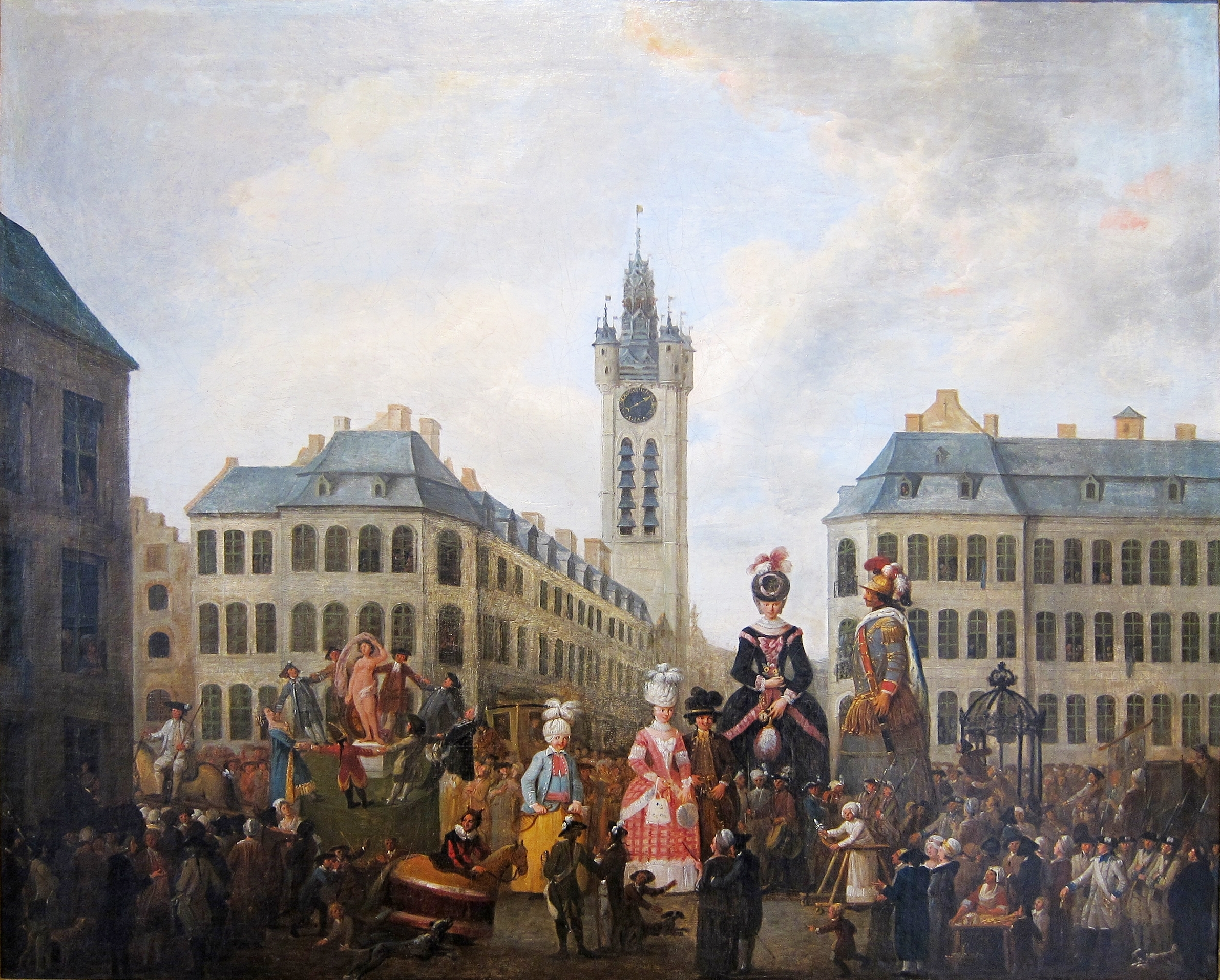
La famille du grand gayant de Douai (1780) par Louis Joseph Watteau au Musée de la Chartreuse de Douai.

Le 14 juin 1770, l'évêque d'Arras, Louis-Hilaire de Conzié, interdit la procession religieuse (et en conséquence le cortège qui la suivait) au motif que l'évêché n'a jamais obtenu de demande d'autorisation de la part des deux collégiales. Les échevins protestent mais s'inclinent quand le 6 juin 1771, un édit royal confirme la décision de l'évêché au motif que la procession commémorait la victoire de la ville de Douai sur les Français, le 16 juin 1479. Une nouvelle procession est instituée par l'évêché, elle célèbre l'anniversaire de l'entrée des Français à Douai le 6 juillet 1667, fixant ainsi la date de la sortie annuelle du géant encore en vigueur aujourd'hui (dimanche qui suit le 6 juillet). Cependant, la famille Gayant considérée comme profane ne devait plus y paraître.
Le 15 octobre 1772, la ville vend les costumes des géants et applique complètement l'interdiction des mannequins jusqu'en 1777, année où Gayant réapparaît seul. Mais dès l'année suivante, l'ensemble de la famille revient, les fêtes durent désormais trois jours (du dimanche au mardi, comme maintenant) et le défilé des représentations est séparé de la procession religieuse. La Révolution française aboutit en 1791 à l'annulation des fêtes religieuses, donc de Gayant. L'année suivante, la somme du budget des fêtes est consacré aux festivités du 14 juillet durant lesquelles on célèbre la Garde nationale de Douai. Seules les festivités de la fête nationale sont célébrées jusqu'à l'apaisement des esprits amené par le Consulat en 1801.

### Renaissance (1801–1914)

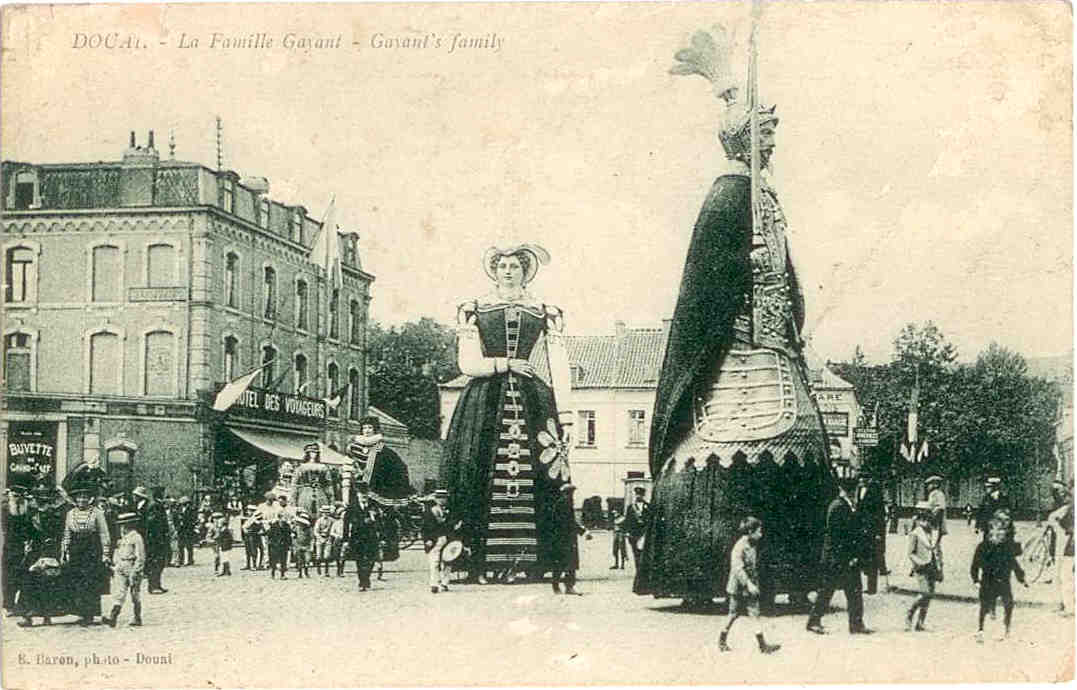
Gayant vers 1910.

Le 15 juin 1801, une souscription pour la reconstruction des mannequins est ouverte par l'association pour le rétablissement de Gayant. Le préfet Dieudonné y est hostile en raison de la proximité de la procession avec la fête nationale. Le conseil municipal autorise l'association à organiser la fête mais seulement après le 14 juillet (elle se déroule le 19 juillet 1801). Dès l'année suivante, la mairie redevient organisatrice de la fête et décide que « l'époque de l'entrée des Français dans leur cité continuerait à être célébrée, chaque année, avec le plus grand appareil » durant trois jours et à la date du premier dimanche après le 6 juillet. Il n'y a plus aucun aspect religieux, cela devient une fête communale. Parmi les anciennes représentations, deux subsistent également : il s'agit de la « Roue de Fortune » et du « Sot des canonniers » (surnommé « l'baudet décarroché »).
Parallèlement aux promenades des géants sont organisés dans la ville des concours de sports traditionnels (tir à l'arc, mât de cocagne, etc), de sports modernes (athlétisme, aviron, hippisme, etc), de musique entre différentes harmonies de la région mais aussi des bals ; un feu d'artifice clôt la fête le mardi à 22 heures. Il n'y a plus guère d'évolutions jusqu'à la Première Guerre mondiale.

### Dernières évolutions (depuis 1914)
La guerre amène la destruction des mannequins, [il existe pourtant une photo des deux géants faite le 17/11/1918] il faut attendre 1920 pour que la fête soit de nouveau célébrée à la date du 6 juillet mais avec la seule présence de Binbin. En 1922, la famille de nouveau au complet reprend le rythme des trois jours, le programme de bals, concours de musique et de sport est complété par une offre d'expositions des amis des arts ou de la société d'horticulture. L'entre-deux-guerres amène deux nouveautés, la prolongation des fêtes jusqu'au jour du 14 juillet (bien que la présence des géants se limite aux trois jours traditionnels) et la création du cortège de dimanche sous forme carnavalesque durant lequel les mannequins ouvrent le défilé au lieu de le fermer comme traditionnellement. Le défilé est cependant rendu difficile par l'électrification des rues. Pour permettre le passage du couple malgré les fils électriques, deux nouveaux postes sont créés chez les porteurs, le « porteur de perches », chargé de lever les fils lorsque c'est possible, et les « porteurs de bascule », chargés de pencher les mannequins pour qu'ils puissent passer dessous à la manière d'un danseur de Limbo. Progressivement les rues sont aménagées afin d'éliminer ces obstacles. La mention de la célébration de l'entrée des Français dans la ville disparaît également des programmes durant cette période.
La Seconde Guerre mondiale aboutit à une nouvelle destruction et rupture dans le rythme des célébrations. En 1947, Binbin, reconstruit grâce aux dommages de guerre perçus, réapparaît suivi l'année suivante de la roue de la fortune et progressivement la famille est reconstituée selon les plans du peintre Wallet en 1954.
Depuis lors les fêtes de Gayant se déroulent chaque année durant une dizaine de jours à partir du dimanche qui suit le 5 juillet (donc pas plus tôt que le 6, date de capitulation de la ville face aux armées de Louis XIV en 1667). Quelques animations peuvent cependant se dérouler avant cette date d'ouverture traditionnelle.

## Trois jours des géants
Les « fêtes de Gayant » se déroulent sur quinze jours mais le paroxysme de la fête se situe durant les trois jours où les géants sont de sortie. C'est un événement important dans la vie de la ville qui sert à se repérer dans le calendrier, l'année se décompose ainsi en l'« avant Gayant » et l'« après Gayant ». Manquer cette célébration est inconcevable pour un Douaisien. On raconte[style à revoir] que lors de plusieurs sièges menés par le roi de France, les troupes douaisiennes ont déserté le champ de bataille le temps d'assister à la kermesse.

### Clef de la procession

#### Famille des porteurs de Gayant

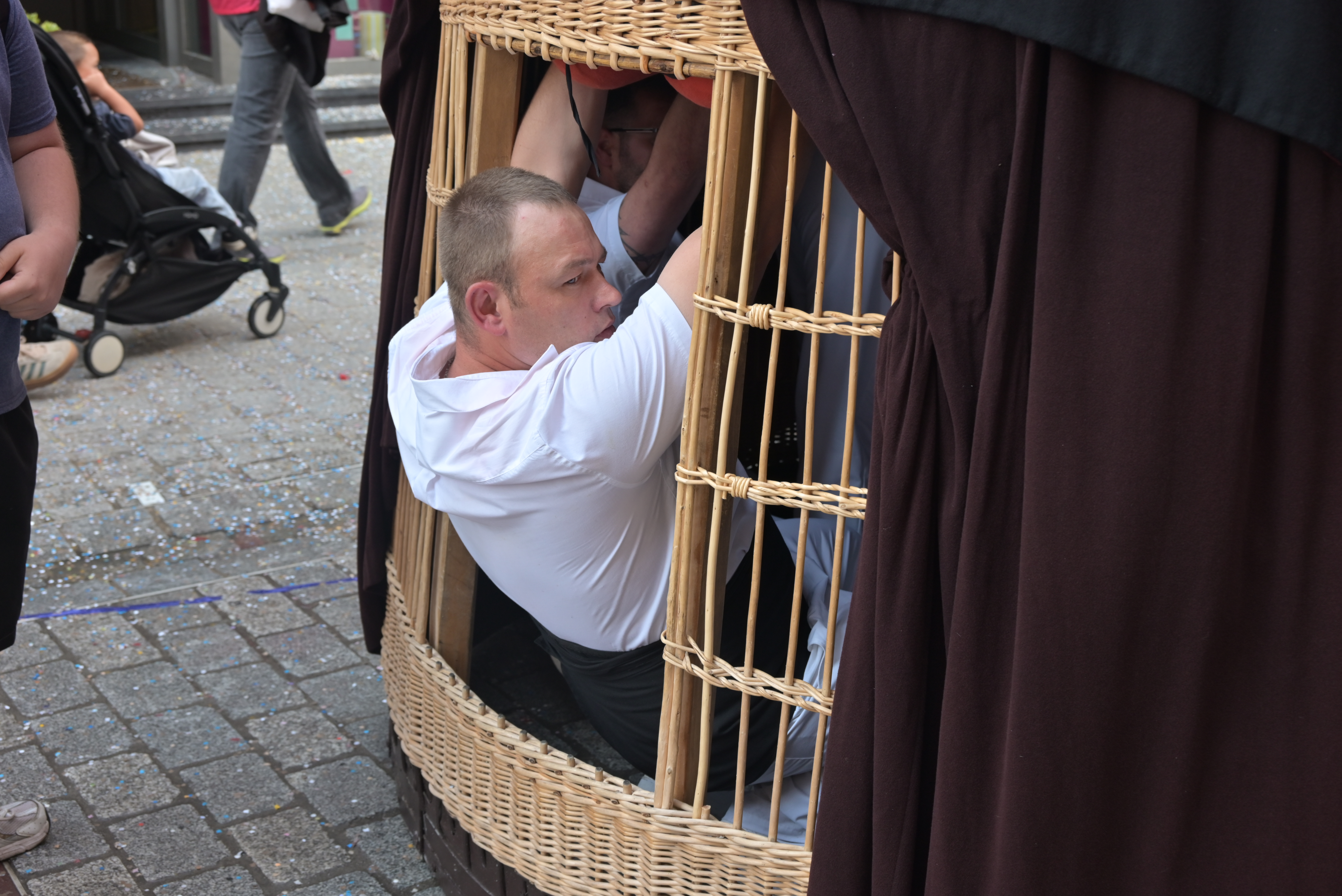
Un porteur s'introduit à l'intérieur du géant Gayant.

À la fin du XIXe siècle, la ville faisait appel à des hommes issus de la corporation des portefaix (le métier préparait le corps au portage) située rue Bra. C'est au sein de cette corporation qu'est née « la famille des porteurs de Gayant ». Le recrutement se fonde sur les liens du sang, de père en fils, principe élargi aujourd'hui aux beaux-fils voire exceptionnellement aux cousins. Aujourd'hui cinq à six familles constituent l'essentiel des porteurs. Le recrutement se fait à 18 ans sur proposition d'un parent puis toute sa vie il bénéficie du soutien des porteurs, de son mariage (haie d'honneur formée par tous les porteurs) à son enterrement (cercueil porté par les six porteurs les plus âgés).

#### Composition
Cinquante-six personnes de la famille des porteurs de Gayant participent au défilé dans la tenue traditionnelle : chemise blanche à col ouvert, pantalon blanc, espadrilles blanches (jusqu'en 1950 ; depuis les baskets les ont remplacées), large ceinture noire (avant en flanelle, aujourd'hui en coton) et un béret (jusqu'en 1958). Chaque porteur dispose de trois tenues pour rester propre durant les trois jours (la mairie verse une indemnité de nettoyage). Les rôles sont répartis comme suit :
- vingt-trois quêteurs avec un tronc plombé[note 7], il s'agit du poste occupé par les plus jeunes ;
- vingt-trois porteurs dont la hiérarchie est pointilleuse. Il y a en bas de l'échelle les « remplaçant-porteurs » (surnommés « cache à mouques » en raison de leur rôle d'éloigner les enfants de la vue du Chef de lunette), puis les porteurs où prédominent deux catégories supérieures, le « Chef de lunette » (le porteur qui regarde à travers la lucarne pour guider ses compagnons) et le « Brigadier » (le porteur qui commande l'arrière). Les porteurs sont âgés de 35 à 60 ans ;
- deux « chefs de protocole », il s'agit du poste le plus élevé dans la hiérarchie, accessibles uniquement lorsqu’un des deux postes est vacant. Leur tenue est spécifique (redingote noire à longues basques, chemise blanche, nœud papillon et haut-de-forme). Chaque chef de protocole est responsable de son groupe de géants (le couple d'une part et les enfants d'autre part) et des porteurs. Il donne le signal de départ, choisit les arrêts et donne le signal des rigaudons.

### Cortège

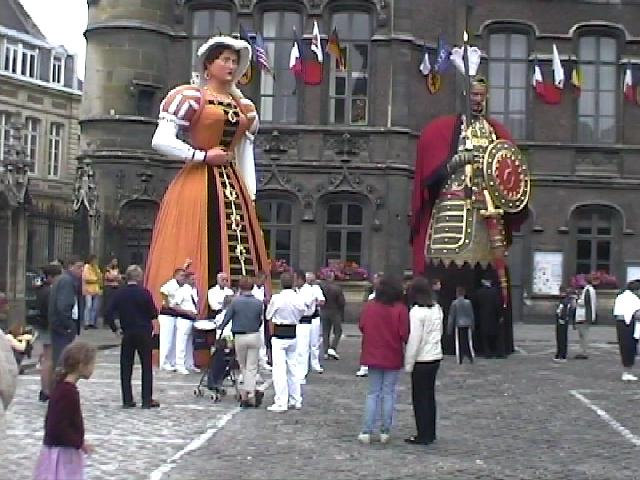
Les porteurs au repos devant le couple de géants dans la cour de l'hôtel de ville.

À huit heures, le « Sot des canonniers », porté par un homme, et deux tambours annoncent le départ des géants de leur domicile, rue de Lambres, où durant une année de nombreuses restaurations ont été apportées. L'ordre de sortie est codifié, Gayant sort le premier suivi de son épouse, du sot des canonniers et du premier tambour. Suivent les trois enfants par taille, le deuxième tambour et enfin la « Roue de Fortune » tirée par un cheval de trait et les porteurs. La troupe rejoint la cour de l'Hôtel de Ville en empruntant la rue de Paris en s'arrêtant tous les cinquante mètres afin de prendre ses marques et de se désaltérer de café coupé arrosé au genièvre. Quelques rigaudons sont donnés pour les notables et certains patrons de café. Lors de l'entrée des porteurs dans un bistrot, les géants sont tournés vers l'entrée de l'établissement (seul Binbin entre parfois).

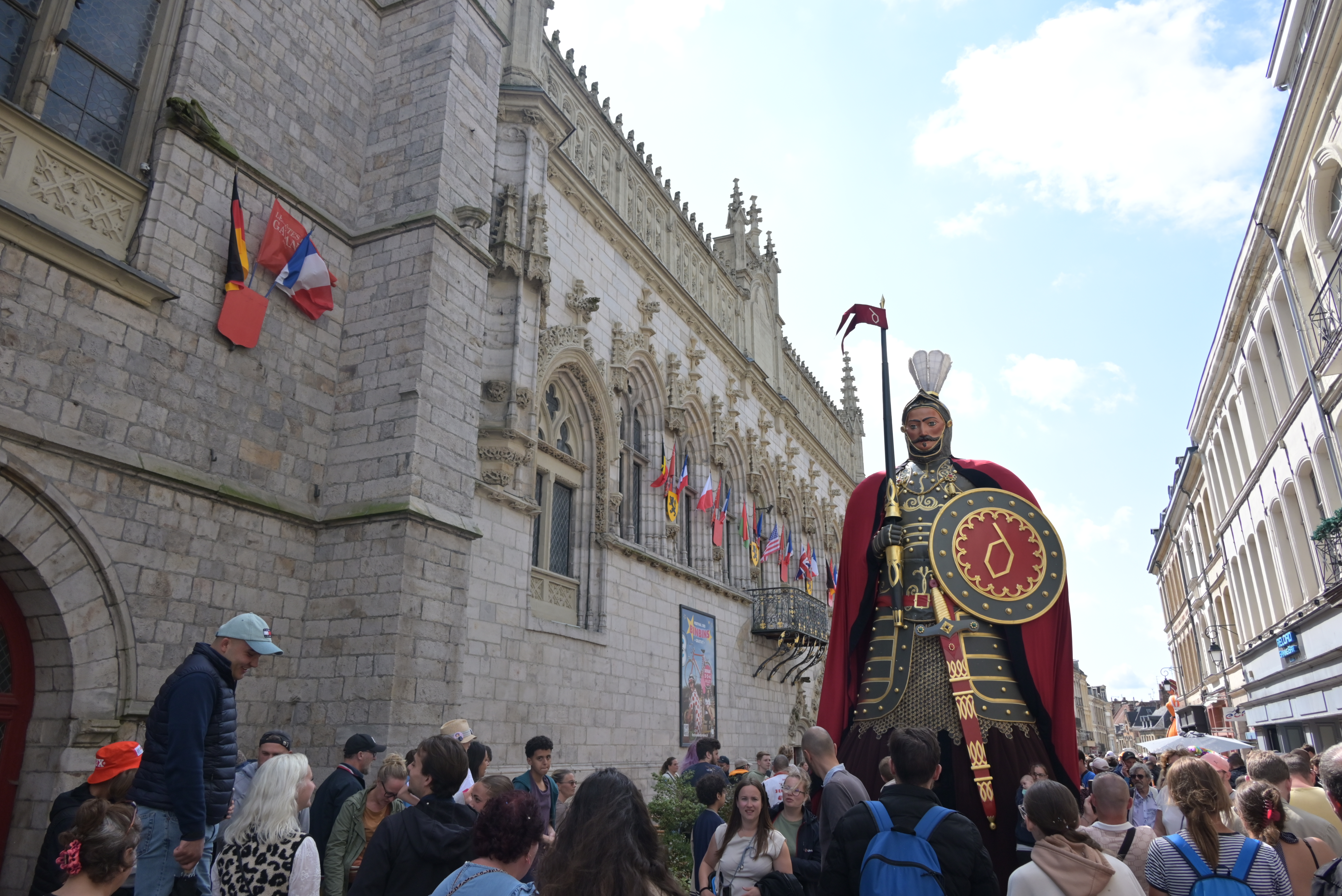
Le géant Gayant devant le beffroi de Douai.

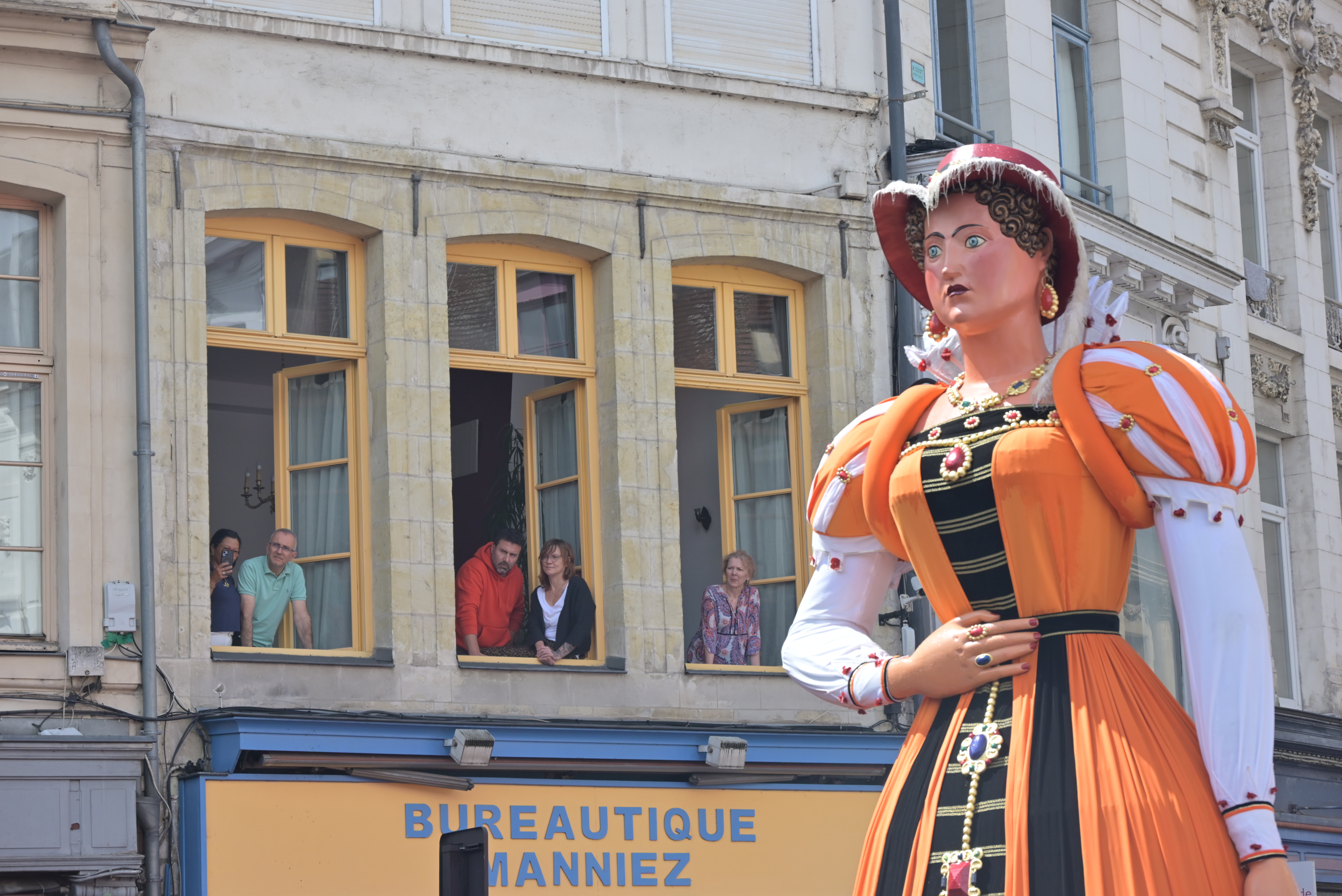
La géante Marie Cagenon dans une rue de Douai.

À neuf heures, le carillon du beffroi de l'hôtel-de-ville sonne, annonçant l'arrivée à la mairie. Les trois enfants entrent les premiers suivis du couple et du sot du canonnier, la roue de la fortune fermant la marche. L'équipe municipale reçoit les porteurs pour la photographie annuelle puis tient un discours à la ville et offre le champagne aux porteurs. Après un tour du quartier de trente minutes, les géants reviennent pour effectuer le bal composé de quatre danses. Les tambours secondés par la fanfare municipale de Douai jouent l'« Air de Gayant ». Le couple exécute les deux premières danses (à la fin de la première danse les géants se placent de front afin de s'embrasser), la troisième l'est par les enfants et la dernière par les cinq membres de la famille. Un lancer de friandises et un envol de pigeons clôt le spectacle matinal.
À quinze heures, le cortège folklorique, dont le parcours est d'une longueur de huit kilomètres, est ouvert par le sot des canonniers suivi des géants. La Calèche du maire suit puis de nombreuses troupes à la manière d'un défilé de carnaval ; parmi les invités permanents figurent des gilles. Les géants rentrent à leur domicile vers 22 heures.

### Sortie aux quartiers
Le lundi est une journée particulière, les enfants étant séparés des parents. Les deux groupes répondent aux sollicitations des notables, principalement des tenanciers, qui ont acheté la carte de Gayant durant l'année (l'achat de la carte n'en garantit pas la venue mais finance le repas de l'ensemble des membres de la famille de Gayant le mardi soir de la rentrée).
À dix heures, Binbin, Fillon et Jacquot, accompagnés du Sot de canonnier, débutent leur journée dans la cour de la clinique Saint-Pierre où ils dansent pour les malades. À onze heures, depuis 1990, les enfants géants rejoignent un quartier périphérique de la ville (décision prise en juin par l'assemblée générale des porteurs et ratifié par le comité des fêtes de Douai) et effectuent le tour du quartier. Dans le reste de la ville se déroulent plusieurs concours de jeux traditionnels comme le combat de coqs (souvent vers seize heures), le tir à l'arc et le jeu du billon.

### Rentrée des Gayants
Le jour du mardi est libre pour les porteurs et leurs géants, pas de lieu ou de quartier imposé. Ils se déplacent à leur guise mais se réunissent le soir dans la cour de l'hôtel du Dauphin pour le repas. Après le repas, commence le trajet des géants vers leur demeure, accompagnés des Gilles. À 22 heures, les géants sont proches de leur domicile mais à partir de cet instant un cérémonial bien réglé démarre : les enfants des géants refusent de rentrer et se livrent à plusieurs aller et retour entre leur « domicile » et la rue. Gayant, sa femme ou le Sot des canonniers (voire les trois ensemble) font des aller-retour pour essayer de ramener les enfants qui sont soutenus par la population qui les implore de ne pas rentrer. Tous les porteurs se relaient sous les géants afin que la rentrée dure le plus longtemps possible (si un enfant est rentré, il profite de ce que ses parents vont chercher les autres pour s'enfuir de nouveau). Binbin rentre toujours le dernier, poussé par les porteurs pour l'empêcher de fuir une dernière fois. Il est habituellement entre quatre et cinq heures quand la porte se referme pour un an.

## Gayant et Douai
Les Douaisiens sont fréquemment associés à ces personnages, ils sont parfois surnommés les « fils (ou petit-fils) de Gayant » ou localement les « vint'd'osier » (ventres d'osiers). Ces preuves d'affection pour leurs géants ont amené au cours du XXe siècle, l'utilisation du géant comme symbole de sociétés commerciales puis aujourd'hui de l'agglomération.

### Culture populaire
Présent dans la littérature depuis de nombreuses années, soit à titre de personnages principaux (comme durant le XIXe siècle lors de la vague de contes, de pièces de théâtre et de poésies qui leur sont consacrés), soit à titre d'élément descriptif de la vie douaisienne (comme La Recherche de l'absolu d'Honoré de Balzac, Le Géant Inconnu écrit par Jean-Yves Loude, lors d'une résidence d'artiste dans le cadre du prix littéraire Gayant).
Dans le domaine musical, (l'Air de Gayant constitue le morceau le plus connu).
À la télévision, si les mannequins sont peu apparus sur le petit écran (arrière-plan lors de l'émission Intervilles ou du Téléthon), ils ont été les héros d'une dramatique, Et meurent les Géants, écrite par L.F. Caude, alors secrétaire général du Théâtre Populaire des Flandres (Centre Dramatique National du Nord- Pas de Calais), réalisée par Fernand Vincent, produite et diffusée en juin 1981 par la chaîne nationale FR3, avec dans les principaux rôles, outre la famille Gayant au grand complet, Patrick Raynal, Dominique Dimet et Cyril Robichez. Au cinéma, il apparait dans le film Monsieur Albert tourné en 1975 de Jacques Renard, avec Philippe Noiret).
En 2018 sort le documentaire Géant ! réalisé par Thomas Deshays. Le film raconte entre autres l'histoire de la famille Gayant, montre les préparatifs des fêtes et suit les trois jours des festivités de Gayant. La musique du film écrite par le compositeur Italien Angelo Marrone reprend les thèmes de l'Air de Gayant et des ritournelles du carillon de Douai. Le film est présenté en avant-première au cinéma Majestic de Douai le 16 mars 2018.

### Commerce
La représentation des membres de la famille Gayant a surtout été utilisée dans un contexte agroalimentaire.
Le domaine brassicole est celui qui y a le plus recouru. L'exemple le plus connu est celui de la Brasserie de Gayant (depuis 1919) bien que ce ne soit pas la seule brasserie ayant recouru au géant. Le « Bock Gayant » de la brasserie Saint-Julien, par exemple, date de 1882 et jusqu'en 1970, beaucoup de brasseries locales faisaient des séries limitées destinées à être offertes par les différents cafés aux clients le jour du cortège sous l'appellation du « Demi de Gayant ». Cette image liée à la brasserie se retrouve jusqu'au nom des cafés dont le plus connu est « Chez Binbin ».
Le domaine des sucreries est l'autre grand utilisateur du géant. Les « gayantines » (il s'agit de bonbons) sont la spécialité la plus ancienne, il y eut aussi la farine « Fleur de Gayant » (aujourd'hui disparue) entre autres choses. La création la plus récente est un gâteau de viande appelé « bouclier de Gayant » dont il reprend la forme. Bien entendu, des restaurants, boulangeries et confiseries ont porté le nom du géant.
À côté de ces utilisations, une tradition (aujourd'hui disparue) faisait des journées de sortie du lundi et du mardi le seul jour de signature pour le renouvellement ou l'arrêt des baux. Le groupe Cofinoga proposa une version limitée réservée aux Douaisiens de sa carte de crédit durant près d'une décennie (1985-1995) sous l'appellation Carte Gayant sur laquelle figurait le couple de géant devant le beffroi.

### Symbole de l'agglomération de Douai
Symbole de la ville, le géant a toujours été sollicité pour paraître lors de grands événements (passage du tour de France par exemple), il a ainsi accueilli Louis XIV à son entrée dans Douai puis de nombreux chefs d'État en visite officielle. À côté de ce rôle protocolaire, l'ensemble de la famille (à domicile) ou seulement Binbin (en déplacement) a longtemps accompagné la fanfare de Douai lors de concours d'harmonie. Cette présence ou absence du géant est différemment ressentie par les autres fanfares. En 1808, la fanfare de Valenciennes s'est inclinée lors d'un concours de fanfares face à celle de Douai. Les Valenciennois, estimant avoir mieux joué mais que la danse de Binbin lors de la prestation douaisienne avait faussé le résultat, ont créé leur propre Binbin (qui est aujourd'hui toujours le géant de Valenciennes). En 1911, la fanfare d'Aniche crée le géant Kopierre pour se venger de la non-venue des géants avec la fanfare de Douai. Kopierre fut fêté le 6 juillet jusqu'à ce que Douai présente ses excuses.
Depuis 1954, la mairie associe les Géants à la vie de la cité, il y a une théâtralisation des évènements douaisiens : les enfants ont été baptisés civilement, le couple reçoit régulièrement la médaille de la famille. Binbin possède la carte n°1 de la bibliothèque municipale des enfants, Jacquot et Fillon sont respectivement n°1 et n°2 de la bibliothèque municipale générale. En 1991, pour la réouverture de la faculté de Droit de Douai, Binbin a été le premier étudiant inscrit (il n'a toujours pas son diplôme). Désormais l'utilisation des géants dépasse le cadre de la communication de la ville pour devenir celui de l'agglomération : la salle des congrès a pris le nom de « Gayant expo », le prix littéraire créé en 2000 par la communauté d'agglomération a pour nom « prix de littérature enfantine Gayant », les panneaux d'entrée dans l'arrondissement comportent la mention « Douai, cité de Gayant ».